# (466323) 2013 QD82
(466323) 2013 QD82 es un asteroide perteneciente al cinturón de asteroides, descubierto el 19 de agosto de 2006 por el equipo Spacewatch desde el Observatorio Nacional de Kitt Peak (Arizona, Estados Unidos).